# Edgar Weil

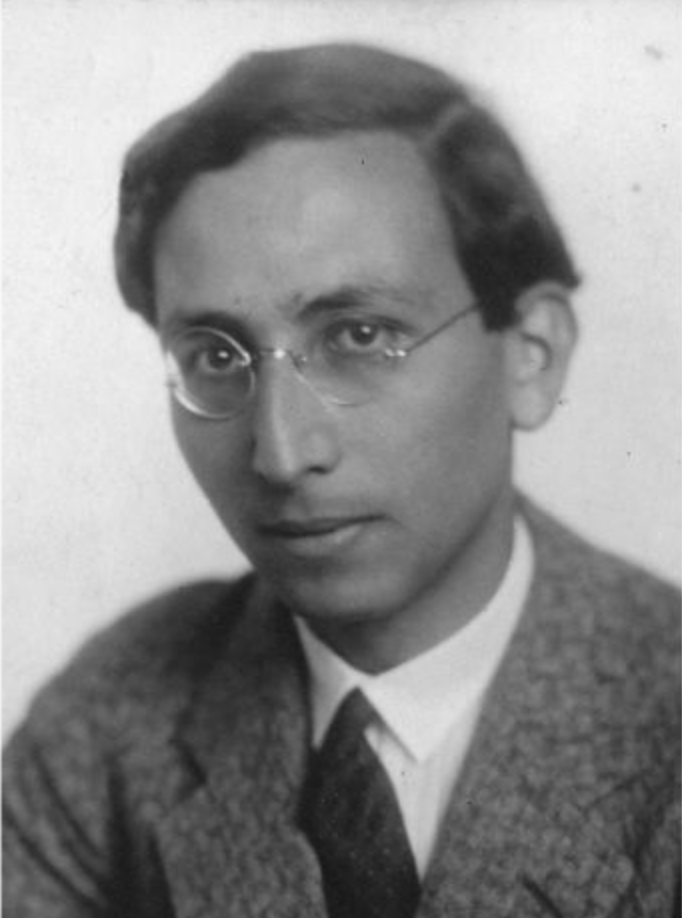
Edgar Weil, um 1938

Edgar Weil (* 7. Juli 1908 in Frankfurt am Main; † 17. September 1941 im KZ Mauthausen) war ein deutscher Germanist, Dramaturg und Kaufmann.

## Familie und Freundeskreis

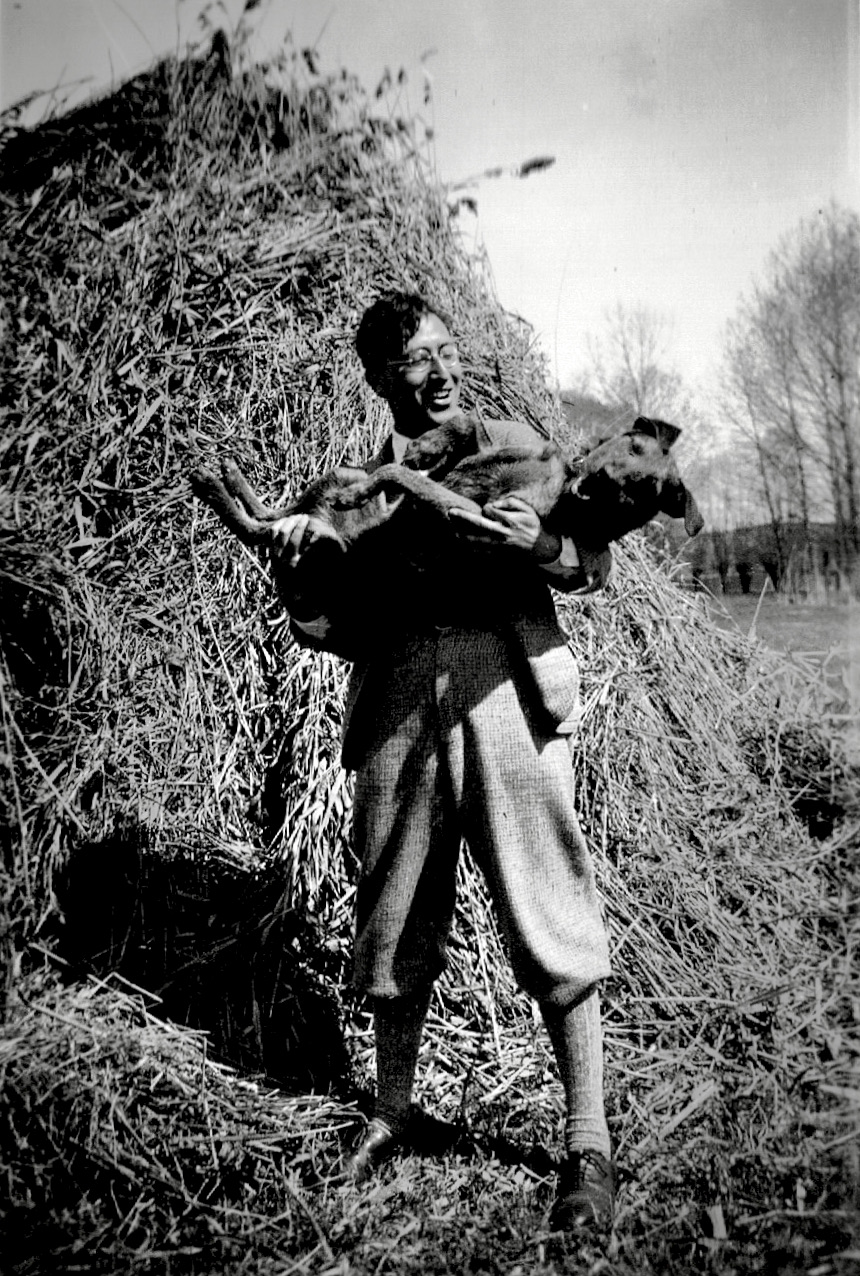
Edgar Weil im Urlaub rund um den Bodensee, Sommer 1933

Er war das zweite Kind des promovierten Apothekers und chemisch-pharmazeutischen Frankfurter Unternehmers Richard Weil (1875–1917) und dessen Ehefrau Paula (1885–1970), geb. Höchstädter. Sein zwei Jahre älterer Bruder Hans Joseph Weil (1906–1969) studierte Humanmedizin, promovierte, wurde Arzt in Frankfurt am Main und forschte im Familienunternehmen Endopharm Frankfurter Arzneimittelfabrik.
Hans Joseph und Edgar Weil wuchsen überwiegend in Frankfurt am Main auf, sie wohnten in der Friedberger Anlage 9, nahe dem Unternehmenssitz ihres Vaters in der Grüne Straße 11–13. Nach 1920 freundeten sie sich eng mit ihrem Mitschüler Walter Jockisch von der Musterschule an. Mit ihrer Großcousine Grete Dispeker verbrachten sie und Jockisch im Landhaus von deren Familie in Egern am Tegernsee viel gemeinsame Zeit. Dort lernten sie deren Freundin Doris von Schönthan kennen. Edgar freundete sich auch eng mit Heinz-Günther Knolle (1912–1999) an, den er über Jockisch und seine Cousine Grete kennengelernt hatte, die ab 1925 (Knolle) bzw. 1930 (Jockisch) mit dem von Martin Luserke geleiteten reformpädagogischen Landerziehungsheim Schule am Meer auf der Nordseeinsel Juist verbunden waren. Grete zählte zu den Vertrauensleuten des Internats und hatte im September 1929 mit Knolle an einer von deren Jahresfahrten zum Bergsteigen und Skifahren in die Dolomiten teilgenommen, organisiert durch den Alpinisten und S.a.M.-Schüler Ulrich Sild (1911–1937).
Am 26. Juli 1932 heiratete Edgar Weil seine zwei Jahre ältere Großcousine Grete (1906–1999), geborene Dispeker. Die Ehe blieb kinderlos.
Im niederländischen Exil traf sich das Ehepaar mit seinen ebenfalls in die Niederlande emigrierten Freunden, beispielsweise mit dem Maler Max Beckmann, dem Schriftsteller Albert Ehrenstein und dem Dirigenten Bruno Walter.

## Studium
Edgar Weil studierte Germanistik und promovierte zum Thema Alexander von Sternberg (Peter Alexander Freiherr von Ungern-Sternberg) – Ein Beitrag zur Literatur- und Kulturgeschichte des 19. Jahrhunderts zum Doctor philosophiae (Dr. phil.)

## Berufliche Entwicklung
Weil arbeitete als Dramaturg an den Münchner Kammerspielen, als seine beruflichen Aussichten und Pläne durch die Machtabtretung an die Nationalsozialisten ab 30. Januar 1933 jäh gestoppt wurden. Als Jude wurde er sofort entlassen. Die Judenhetze und die erlassenen NS-Gesetze, die Juden in Deutschland sukzessive aus dem öffentlichen Leben drängen sollten, ließen erkennen, dass es um die Existenz ging, zunächst ersichtlich vor allem um die wirtschaftlichen Grundlagen. Viele Berufe wurden Juden dadurch verbaut. Im März 1933 wurde Weil von der SA willkürlich verhaftet und in so genannte „Schutzhaft“ genommen, für ihn und seine Familie ein weiterer Hinweis, was künftig zu erwarten war.
Der Erhalt des pharmazeutischen Unternehmens seines Vaters wurde durch die staatlich betriebene „Arisierung“ ebenfalls bedroht, so dass die Familie beschloss, Edgar in die Niederlande zu schicken, um dort einen Filialbetrieb aufzubauen, der das Unternehmen und damit auch den wirtschaftlichen Rückhalt der Familie vor dem Zugriff der Nationalsozialisten absichern sollte. Noch 1933 emigrierte Edgar Weil, um Endopharm in Amsterdam aufzubauen.
Seine Ehefrau Grete folgte ihm nach einer Ausbildung zur Fotografin 1935 in die Niederlande nach, wo das Paar in Amstelveen wohnte.
1938 emigrierten auch Edgar Weils Mutter Paula und seine Schwiegermutter Isabella Dispeker in die Niederlande, letztere mit Unterstützung durch Erika Manns Partnerin Signe von Scanzoni, während sein Schwiegervater im selben Jahr verstarb und sein Bruder Hans Joseph in die Schweiz emigrierte, von wo er später in die Vereinigten Staaten auswanderte.
Im Spätsommer 1938 verreiste das Ehepaar ins südfranzösische Sanary-sur-Mer, wo es über die Sekretärin Lola Humm-Sernau Kontakt zu Lion Feuchtwanger, zu Alma Mahler-Werfel und Franz Werfel bekam und diese kennenlernte. Ende August 1939 kamen Edgar und Grete Weil von einer gemeinsamen Reise aus der Schweiz nach Amsterdam zurück, kurz vor dem deutschen Überfall auf Polen.
Als die Wehrmacht am 10. Mai 1940 mit dem Überfall und der Besetzung der Niederlande deutlich machte, dass die Nachbarländer Deutschlands kein sicherer Rückzugsort für Verfolgte waren, versuchte das Ehepaar über den Hafen von Ijmuiden vergeblich, per Schiff nach Großbritannien zu entkommen, wo es Gretes älteren Bruder, den Rechtsanwalt Fritz Dispeker (1895–1986), zu treffen hoffte. Die unternehmerischen Pläne Weils waren damit beendet.

## Verfolgung und Deportation
Das Reichskommissariat Niederlande sorgte rasch dafür, dass die Nürnberger Gesetze auf die besetzten Gebiete ausgedehnt wurden, ein Umstand, der sich unmittelbar auch auf die Weils und Dispekers auswirkte. Mit einem kubanischen Touristenvisum wollte das Ehepaar Weil die Niederlande im Sommer 1941 verlassen. Während seine Frau das ihre bereits ausgehändigt bekommen hatte, holte Edgar Weil seines am 11. Juni 1941 in Rotterdam ab. Am selben Abend wurde er zufällig im Verlauf einer Razzia, die im Rahmen einer Vergeltungsaktion 300 jüdische Männer aufgreifen sollte, auf offener Straße verhaftet.
Man brachte ihn in ein Internierungs- und Konzentrationslager in den Dünen des nordholländischen Schoorl, das als Durchgangslager diente. Weils Geschäftspartner von Endopharm versuchten vergeblich, ihn dort durch Eingaben bei den deutschen Dienststellen frei zu bekommen.
Er wurde in das Konzentrationslager Mauthausen deportiert. Grete Weil erhielt am 15. Juli 1941 eine vorgedruckte Postkarte, die ihr dies mitteilte. Am 3. August schließlich erreichte sie ein erster Brief ihres Mannes, in dem sie verschlüsselt gebeten wurde, nicht Suizid zu begehen. Am 31. August 1941 erreichte sie das letzte schriftliche Lebenszeichen Edgar Weils. Am 17. September 1941 wurde er im Alter von 33 Jahren für tot erklärt. Grete Weil erfuhr dies erst Anfang Oktober 1941 durch den Joodsche Raad Amsterdams. Der erst 1951 erfolgte Eintrag im Sterberegister des Standesamtes Arolsen verzeichnet als Todesursache: „Auf der Flucht erschossen.“

## Edgar Weil in der Literatur
- Grete Weil verarbeitete ihrer beider Geschichte zwischen Lebensreformprojekten und NS-Terror in Romanform unter dem Titel Der Weg zur Grenze. Obwohl bereits während des Krieges, nach der Deportation von Edgar Weil, geschrieben, wurde das Buch erst 2022 veröffentlicht.

## Würdigung

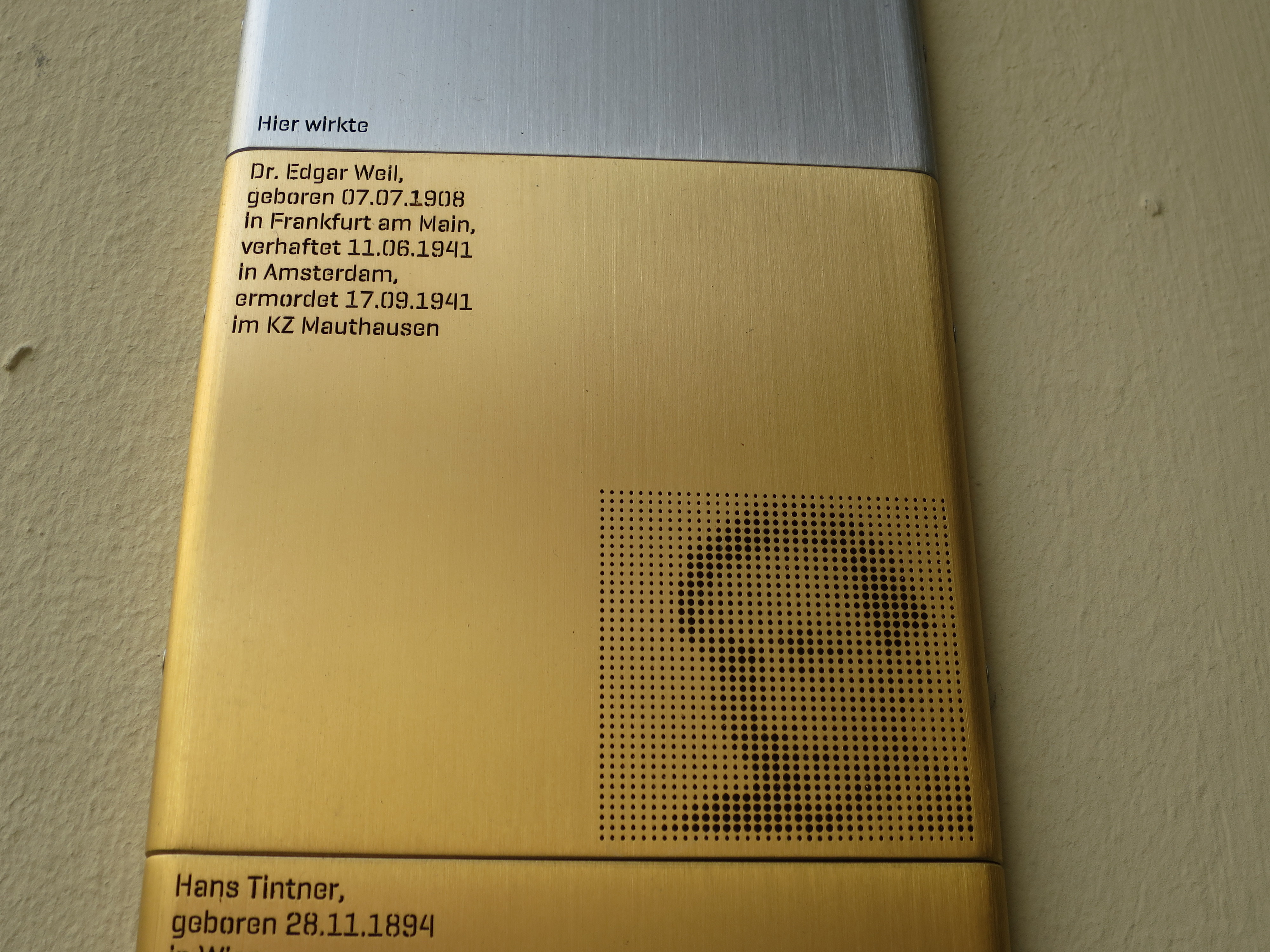
Erinnerungszeichen für Opfer des NS-Regimes in München für Edgar Weil

In der Maximilianstraße 26–28 gedenkt seit Juni 2020 ein Erinnerungszeichen der Stadt München Edgar Weils.

## Veröffentlichung
- Alexander von Sternberg (Peter Alexander Freiherr von Ungern-Sternberg) – Ein Beitrag zur Literatur- und Kulturgeschichte des 19. Jahrhunderts. E. Ebering, Berlin 1932, OCLC 1068181208 (Nachdruck:  Kraus Reprint, Nendeln/Liechtenstein 1967)